# Ronnie Ekelund
Ronnie Ekelund, född 21 augusti 1972 i Glostrup, är en dansk före detta fotbollsspelare. Han har spelat i klubbar som San Jose Earthquakes, Brøndby IF, Barcelona, Manchester City, Coventry City, Odense BK, Toulouse, Walsall och Southampton.